# Ивета Бенешова
Ивета Бенешова (на чешки: Iveta Benesova) е професионална тенисистка от Чехия. Тя започва да тренира тенис активно от 7-годишна възраст. Специфична черта на Ивета Бенешова е, че тя е една от малкото тенисистки, които играят с лявата ръка. Понастоящем Ивета Бенешова участва в националния отбор на Чехия за „Фед Къп“ като първа ракета.
Първата си титла от турнирите, провеждащи се под егидата на WTA, чешката тенисистка печели на турнира в Акапулко, Мексико през 2006 г. срещу италианката Флавия Пенета със 7:6, 6:4. В професионалната си кариера, Бенешова има спечелени общо седем турнирни титли по двойки. Последната си титла при двойките, печели през март 2010 г., на турнира в Монтерей, когато заедно с партньорката си Барбора Захлавова-Стрицова побеждават Ваня Кинг и Ана-Лена Грьонефелд.
В турнирите от Големия шлем най-доброто ѝ класиране е достигането до трети кръг на Откритото първенство на Австралия през 2006, където е победена от бившата водачка от световната ранглиста Мартина Хингис.
В края на месец април 2010 г., чешката тенисистка печели на сингъл турнира в мароканския град Фес. Във финалния двубой, тя надделява над румънската представителка Симона Халеп с резултат 6:4, 6:2. Ивета Бенешова се поздравява и с шампионската титла на двойки от същия турнир след като печели финала заедно с испанската тенисистка Анабел Медина Гаригес, с която отстраняват чешките тенисистки Луцие Храдецка и Рената Ворачова. На 02.10.2010 г. печели на двойки шампионската титла от турнира в Токио. Във финалната среща заедно със своята сънародничка Барбора Захлавова-Стрицова, тя побеждава китайската тенисистка Шуай Пън и Шахар Пеер с резултат 6:4, 4:6, 10:8.
На 14 януари 2011 г. Ивета Бенешова печели шампионската титла на двойки от турнира „Медибанк Интернешънъл“ в австралийския град Сидни, където си партнира със своята сънародничка Барбора Захлаова-Стрицова. Във финалната среща чешките тенисистки сломяват съпротивата на Квета Пешке и Катарина Среботник с резултат 4:6, 6:4, 10:7. На 06.03.2011 г. двете печелят шампионската титла на двойки от турнира „Монтерей Оупън“, провеждащ се в едноименния мексикански град, като надделяват над американката Ваня Кинг и Анна-Лена Грьонефелд от Германия с резултат 6:7, 6:2, 10:6.